# Lentvaris
Lentvaris is een stad in Litouwen gelegen in het district Vilnius in de gemeente Trakai. De stad ligt 9 kilometer ten oosten van Trakai. De aanleg van de spoorlijn Sint-Petersburg - Warschau zorgde voor economische bloei voor de stad.  
Een opvallend gebouw is het neogotische paleis, van de adellijke Tyszkiewicz-familie, uit de 19e eeuw. In 1946 kreeg Lentvaris stadsrechten.

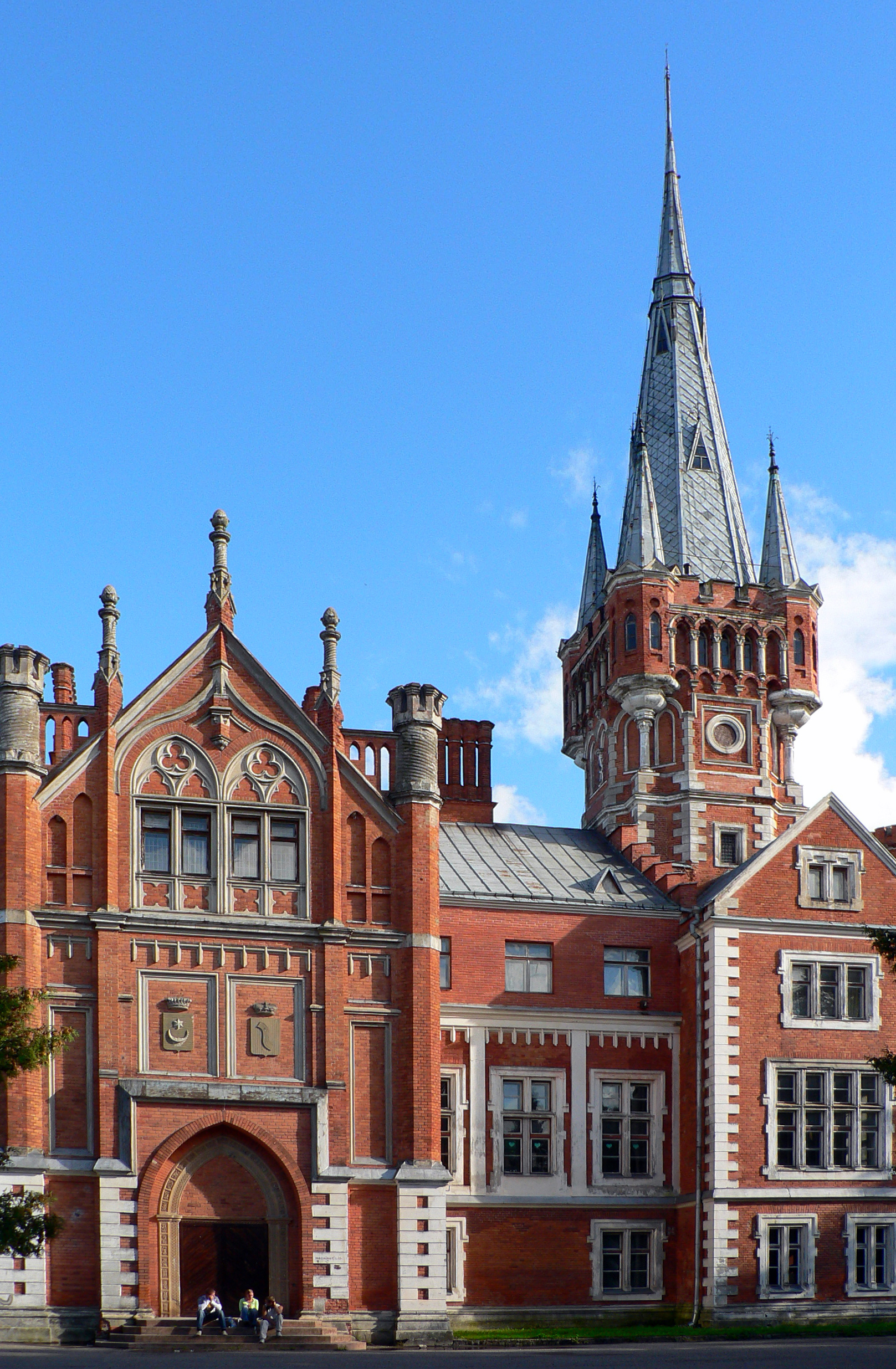
Tyszkiewicz Palace, Lentvaris